# Saut en longueur masculin aux Jeux olympiques d'été de 2024
Pour des articles plus généraux, voir Athlétisme aux Jeux olympiques d'été de 2024 et Saut en longueur aux Jeux olympiques.
Navigation
Tokyo 2020 Los Angeles 2028
L'épreuve du saut en longueur  masculin aux Jeux olympiques de 2024 se déroule les 4 et 6 août 2024 au Stade de France au nord de Paris, en France.

## Records
Avant cette compétition, les records dans cette discipline étaient les suivants :
| Record du monde  | Mike Powell (USA) | 8,95 m | Tokyo  | 30 août 1991    |
| Record olympique | Bob Beamon (USA)  | 8,90 m | Mexico | 18 octobre 1968 |

## Programme
| Date            | Horaire | Manche         |
| --------------- | ------- | -------------- |
| Dimanche 4 août | 10 h 00 | Qualifications |
| Mardi 6 août    | 19 h 00 | Finale         |

## Résultats
Légende
- o : essai réussi
- x : essai manqué
- - : impasse

### Finale
A l'issue des 3 essais, les huit meilleurs sauteurs bénéficient de 3 essais supplémentaires.
| Rang                                | Athlète             | Pays            | Essais | Essais | Essais | Essais | Essais | Essais | Marque | Notes |
| Rang                                | Athlète             | Pays            | 1      | 2      | 3      | 4      | 5      | 6      | Marque | Notes |
| ----------------------------------- | ------------------- | --------------- | ------ | ------ | ------ | ------ | ------ | ------ | ------ | ----- |
| Médaille d'or, Jeux olympiques      | Miltiadis Tentoglou | Grèce           | 8,27   | 8,48   | 8,24   | 8,36   | 8,31   | x      | 8,48   |       |
| Médaille d'argent, Jeux olympiques  | Wayne Pinnock       | Jamaïque        | 7,84   | 8,36   | 7,99   | 8,05   | 8,24   | 8,12   | 8,36   |       |
| Médaille de bronze, Jeux olympiques | Mattia Furlani      | Italie          | 8,34   | 8,25   | x      | x      | 8,34   | 8,27   | 8,34   |       |
| 4                                   | Simon Ehammer       | Suisse          | x      | 8,20   | 8,11   | 7,92   | x      | x      | 8,20   |       |
| 5                                   | Jacob Fincham-Dukes | Grande-Bretagne | 7,95   | 8,14   | x      | x      | x      | 7,64   | 8,14   |       |
| 6                                   | Simon Batz          | Allemagne       | 7,58   | 8,07   | 7,79   | 7,71   | 7,95   | 7,94   | 8,07   |       |
| 7                                   | Zhang Mingkun       | Chine           | 7,81   | x      | 8,07   | x      | 7,93   | x      | 8,07   |       |
| 8                                   | Wang Jianan         | Chine           | 7,96   | x      | 7,92   | x      | -      | 8,03   | 8,03   |       |
| 9                                   | Filip Pravdica      | Croatie         | 7,72   | 7,90   | 7,87   | NC     | NC     | NC     | 7,90   |       |
| 10                                  | Radek Juska         | Tchéquie        | 7,78   | 7,69   | 7,83   | NC     | NC     | NC     | 7,83   |       |
| 11                                  | Arnovis Dalmero     | Colombie        | x      | 7,83   | 7,74   | NC     | NC     | NC     | 7,83   |       |
| 12                                  | Carey McLeod        | Jamaïque        | 7,51   | 7,16   | 7,82   | NC     | NC     | NC     | 7,82   |       |

### Qualifications
Qualification : 8,15 m (Q) ou les 12 meilleures performances (q) se qualifient pour la finale. 
| Rang | Groupe | Athlète                    | Pays                          | Essais | Essais | Essais | Marque | Notes |
| Rang | Groupe | Athlète                    | Pays                          | 1      | 2      | 3      | Marque | Notes |
| ---- | ------ | -------------------------- | ----------------------------- | ------ | ------ | ------ | ------ | ----- |
| 1    | A      | Miltiadis Tentoglou        | Grèce                         | 8,32   | -      | -      | 8,32   | Q     |
| 2    | B      | Radek Juska                | Tchéquie                      | 7,85   | 8,15   | -      | 8,15   | Q, SB |
| 3    | B      | Wang Jianan                | Chine                         | 8,12   | -      | x      | 8,12   | q, SB |
| 4    | B      | Simon Ehammer              | Suisse                        | 7,69   | 8,09   | 6,62   | 8,09   | q     |
| 5    | B      | Filip Pravdica             | Croatie                       | 7,68   | 8,04   | 7,59   | 8,04   | q     |
| 6    | A      | Mattia Furlani             | Italie                        | 8,01   | 7,95   | x      | 8,01   | q     |
| 7    | B      | Wayne Pinnock              | Jamaïque                      | 7,96   | 7,72   | 7,68   | 7,96   | q     |
| 8    | A      | Jacob Fincham-Dukes        | Grande-Bretagne               | x      | 7,38   | 7,96   | 7,96   | q     |
| 9    | B      | Zhang Mingkun              | Chine                         | 7,91   | 7,88   | 7,92   | 7,92   | q     |
| 10   | B      | Arnovis Dalmero            | Colombie                      | 7,92   | 7,83   | 7,78   | 7,92   | q     |
| 11   | A      | Carey McLeod               | Jamaïque                      | 7,77   | 7,90   | x      | 7,90   | q     |
| 12   | A      | Simon Batz                 | Allemagne                     | x      | 7,90   | 7,60   | 7,90   | q     |
| 13   | A      | Emiliano Lasa              | Uruguay                       | 7,87   | 7,58   | 7,70   | 7,87   |       |
| 14   | A      | Bozhidar Saraboyukov       | Bulgarie                      | x      | x      | 7,87   | 7,87   |       |
| 15   | A      | Jeremiah Davis             | États-Unis                    | 7,83   | 7,78   | 7,78   | 7,83   |       |
| 16   | B      | Thobias Montler            | Suède                         | x      | x      | 7,82   | 7,82   |       |
| 17   | A      | Yuki Hashioka              | Japon                         | x      | 7,72   | 7,81   | 7,81   |       |
| 18   | B      | Christopher Mitrevski      | Australie                     | 7,66   | 7,79   | 6,47   | 7,79   |       |
| 19   | B      | Tajay Gayle                | Jamaïque                      | 7,78   | 7,68   | 7,63   | 7,78   |       |
| 20   | A      | Anvar Anvarov              | Ouzbékistan                   | 7,57   | 7,77   | 7,77   | 7,77   |       |
| 21   | B      | Malcolm Clemons            | États-Unis                    | 7,72   | 7,46   | 7,72   | 7,72   |       |
| 22   | B      | Lin Yu-Tang                | Taipei chinois                | 7,70   | x      | 7,66   | 7,70   |       |
| 23   | A      | Jovan van Vuuren           | Afrique du Sud                | 7,70   | x      | 7,41   | 7,70   |       |
| 24   | A      | Shi Yuhao                  | Chine                         | 7,68   | 7,30   | 7,68   | 7,68   |       |
| 25   | A      | Alejandro Parada           | Cuba                          | 7,62   | 7,02   | x      | 7,62   |       |
| 26   | B      | Jeswin Aldrin              | Inde                          | x      | x      | 7,61   | 7,61   |       |
| 27   | A      | Liam Adcock                | Australie                     | 7,41   | 7,56   | 7,29   | 7,56   |       |
| 28   | B      | Tom Campagne               | France                        | 7,50   | x      | 7,51   | 7,51   |       |
| 29   | A      | Mohammad Amin Alsalami     | Équipe olympique des réfugiés | 7,03   | 7,24   | 7,24   | 7,24   |       |
| 30   | A      | Petr Meindlschmid          | Tchéquie                      | 6,97   | x      | x      | 6,97   |       |
| 31   | B      | Cheswill Johnson           | Afrique du Sud                | x      | 4,49   | x      | 4,49   |       |
| -    | A      | Lucas Marcelino dos Santos | Brésil                        | x      | x      | x      | NM     |       |
| -    | B      | Jarrion Lawson             | États-Unis                    | x      | x      | x      | NM     |       |

## Légende
Records et Performances
- AR : Record continental (area record)
- CR : Record des championnats (championship record)
- MR : Record du meeting (meet record)
- NR : Record national (national record)
- OR : Record olympique (olympic record)
- PR : Record paralympique (paralympic record)
- PB : Record personnel (personal best)
- SB : Meilleure performance personnelle de la saison (season's best)
- WL : Meilleure performance mondiale de l'année (world leader)
- WJR : Record du monde junior (world junior record)
- WR : Record du monde (world record)

Circonstances et Conditions
- DNF : N'a pas terminé (did not finish)
- DNS : N'a pas pris le départ (did not start)
- DQ : Disqualification (disqualification)
- NM : Aucun essai valable enregistré (No Mark)
- Q : Qualifié « directement » au prochain tour (ou à la prochaine compétition), lors d'une compétition majeure, grâce au classement ou à la réalisation des minima (automatic qualifier)
- q : Qualifié au prochain tour (ou à la prochaine compétition), lors d'une compétition majeure, grâce au repêchage ou à la réalisation de l'une des meilleures performances parmi celles des « non qualifiés directement » (grâce au meilleur temps ou à la meilleure distance par exemple) (secondary qualifier)